# Териберка
Териберка (рус. Териберка) река је која протиче преко северних делова Кољског полуострва на подручју Мурманске области, на крајњем северозападу европског дела Руске Федерације. Протиче преко територија Ловозерског и Кољског рејона. Припада басену Баренцовог мора у које се улива на подручју Териберског залива.
Свој ток започиње као отока маленог ледничког језера Репијавр и целом дужином тока тече у смеру севера. Укупна дужина водотока је 127 km, док је површина сливног подручја око 2.230 km². Карактерише је велики пад и бројни брзаци у кориту. Има углавном нивални режим храњења. Најважније притоке су Мучка, Кољук, Нарисјаврјок и Алтјаврјок.
Корито Териберке је преграђено на два места у периоду 1976-1990. и формирана су два вештачка језера − Горњотериберско и Доњотериберско − чије воде се користе за покретање турбина Териберских хидроелектрана.
На ушћу Териберке налази се истоимено село са око 1.000 становника.